# Bauru Atlético Clube
Il Bauru Atlético Clube, meglio noto come Bauru, BAC o Baquinho, è stata una società polisportiva brasiliana, nota principalmente per la sua sezione calcistica. Essa aveva sede nella città di Bauru, nello stato di San Paolo.

## Storia
Il club venne fondato il 1º maggio del 1919 con il nome di Luzitana Futebol Clube; il donatore del terreno per costruire l'Éstadio Baqueano fu il primo presidente Antônio Garcia, che diede il nome allo stadio. Oggi, dove un tempo era situato l'impianto sportivo, si trova un supermercato, dove sono presenti due murales in onore del Bauru.
Già dopo pochi anni, la squadra calcistica ottenne un gran numero di tifosi e diversi successi: vinse il campionato locale per tre volte consecutive dal 1931 al 1933. Nei tre anni successivi, invece, il Luzitana si piazzò secondo, sempre dietro ai rivali cittadini del Noroeste.
Nel 1937 e nel 1938 il campionato fu interrotto, e la stagione 1939 fu l'unica in 16 anni (dal 1931 al 1946) in cui il club non si piazzò nelle prime due posizioni. Esso riuscirà a vincere il titolo nel 1942, nel 1944 e nel 1945, anni in cui il Noroeste arrivò secondo, e quest'ultimo trionferà nel 1940, nel 1941, nel 1943 e nel 1946, sempre con il Luzitana (già Bauru nell'ultima stagione) secondo. All'inizio del 1947, il BAC vinse il Campeonato Paulista Série A2 del 1946 sconfiggendo il Cruzeiro per ben 4-1. Dal 1946 al 1952 fece parte del club Dondinho, padre di Pelé; quest'ultimo giocò per le giovanili della squadra, dal 1952 al 1956. Entrambi i giocatori diventarono leggende del Bauru.
Non ottenendo più grandi successi, il BAC si dissolse il 18 settembre del 1962; tuttavia rimase come club sociale e ricreativo. Nel 2006 ha venduto il terreno di gioco a una catena di supermercati e ha chiuso tutte le attività extracalcistiche.

## Palmarès
- Campeonato Paulista Série A2: 1

1946

## Altri sport

### Pallavolo
La società del BAC aveva anche una sezione di pallavolo, che raggiunse l'apice del successo negli anni '90, in particolare con la squadra femminile, che nel 1999 terminò la divisione speciale del Campeonato Paulista al settimo posto e nel 2000 (sotto il nome di BAC/Preve/Jopema) si qualificò per i play-off al titolo, fermandosi però ai quarti di finale. Comunque, la stagione terminò con un sesto posto in classifica. Negli anni successivi, la squadra non gareggerà più in prima serie, ma rimarrà attiva; dopo la morte del presidente Pedro Macéa, però, la sezione perderà importanza fino a fallire completamente.

### Pallacanestro
Il Bauru Atlético Clube, oltre al calcio e alla pallavolo, ha anche una sezione di pallacanestro: tuttavia di questa è attiva solo l'under-22.